# Sydney Parkinson

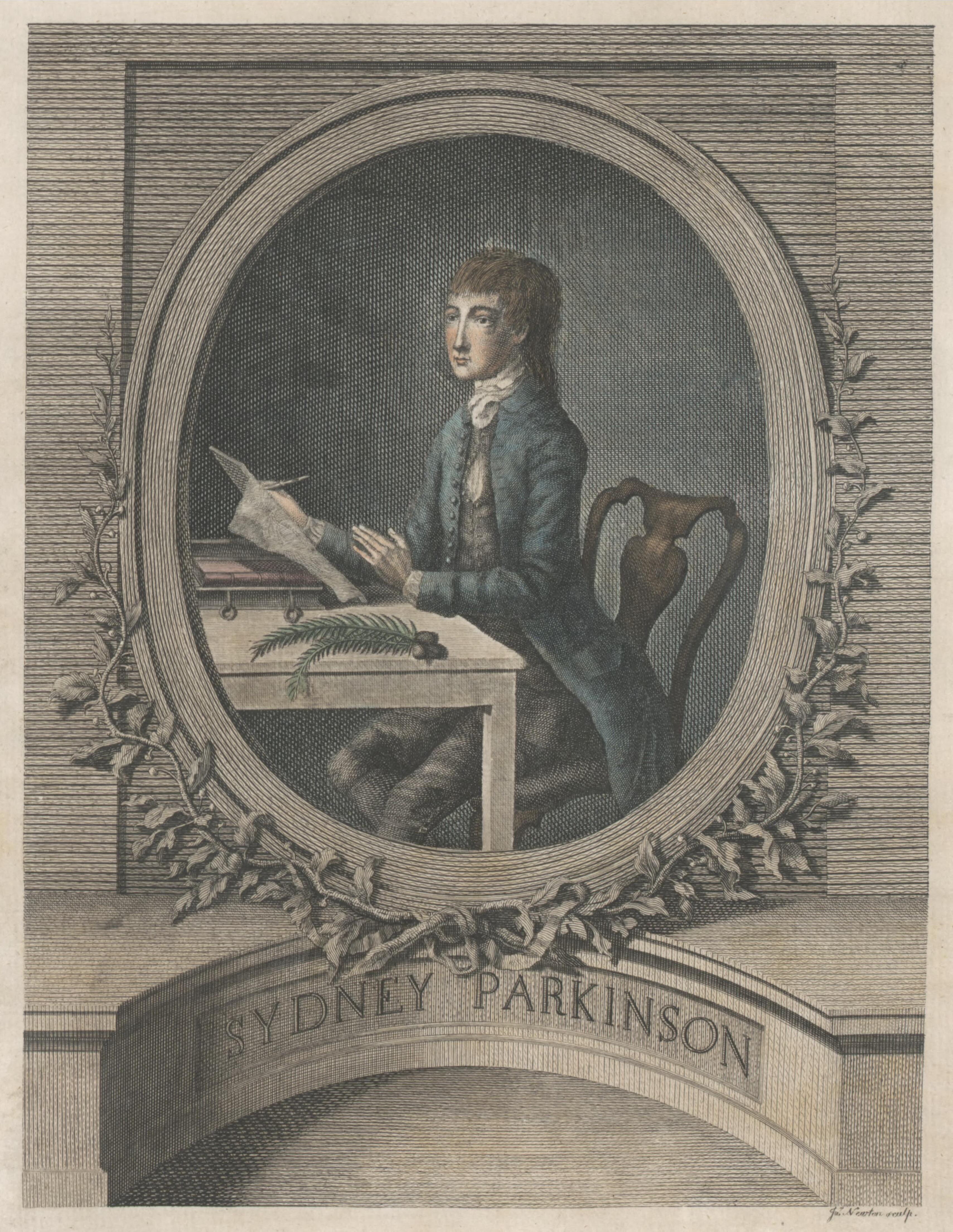
Sydney Parkinson

Sydney Parkinson (* 1745 in Edinburgh; † 26. Januar 1771 auf See bei der Rückfahrt von Batavia, heute Jakarta) war ein britischer naturhistorischer Zeichner. Sein offizielles botanisches Autorenkürzel lautet „Parkinson“.

## Leben und Wirken
Parkinson wurde 1768 von Joseph Banks angeheuert, um die erste Forschungsreise von James Cook in den Pazifik (1768–1771) als Naturzeichner zu begleiten. Banks holte sich zwei Künstler, die die Entdeckungen der Forschungsreise festhalten sollten: Parkinson für die botanischen Zeichnungen und Alexander Buchan für die Landschaftsmalerei. Parkinson und Buchan wurden Freunde. Nach dem Tod Buchans in Tahiti musste Parkinson dessen Aufgaben mit übernehmen. Er fertigte fast 1000 Zeichnungen von Pflanzen und Tieren an, die Banks und Daniel Solander auf der Reise sammelten. Ihm ist auch die erste Darstellung eines Känguruhs zu verdanken, die Europa erreichte. Parkinson starb auf der Rückreise nach Großbritannien auf See an der Bakterienruhr. Das Schiff war auf dem Kurs nach Kapstadt.
Parkinson gehörte der Glaubensgemeinschaft der Quäker an. Zu seinen Lebzeiten war es nicht selbstverständlich, mit Kunst seinen Lebensunterhalt zu verdienen. Möglicherweise wurde es geduldet, weil es naturwissenschaftlichen Zwecken diente. Parkinson war zusammen mit anderen Besatzungsmitgliedern der Endeavour der erste Europäer, der sich einer Tätowierung durch Tahitianer unterzog.
Sein Werk A Journal of a voyage to the South Seas … wurde 1773 postum auf Betreiben seines Bruders Stanfield veröffentlicht. Eine 2. Auflage erfolgte bereits 1784. Der Parkinson-Sturmvogel (Procellaria parkinsoni) ist nach ihm benannt worden. Seine Zeichnungen wurden 1988 von Alecto Historical Editions in 35 Bänden veröffentlicht und danach vom Natural History Museum in London digitalisiert.
Hier einige Beispiele seiner Pflanzenzeichnungen:

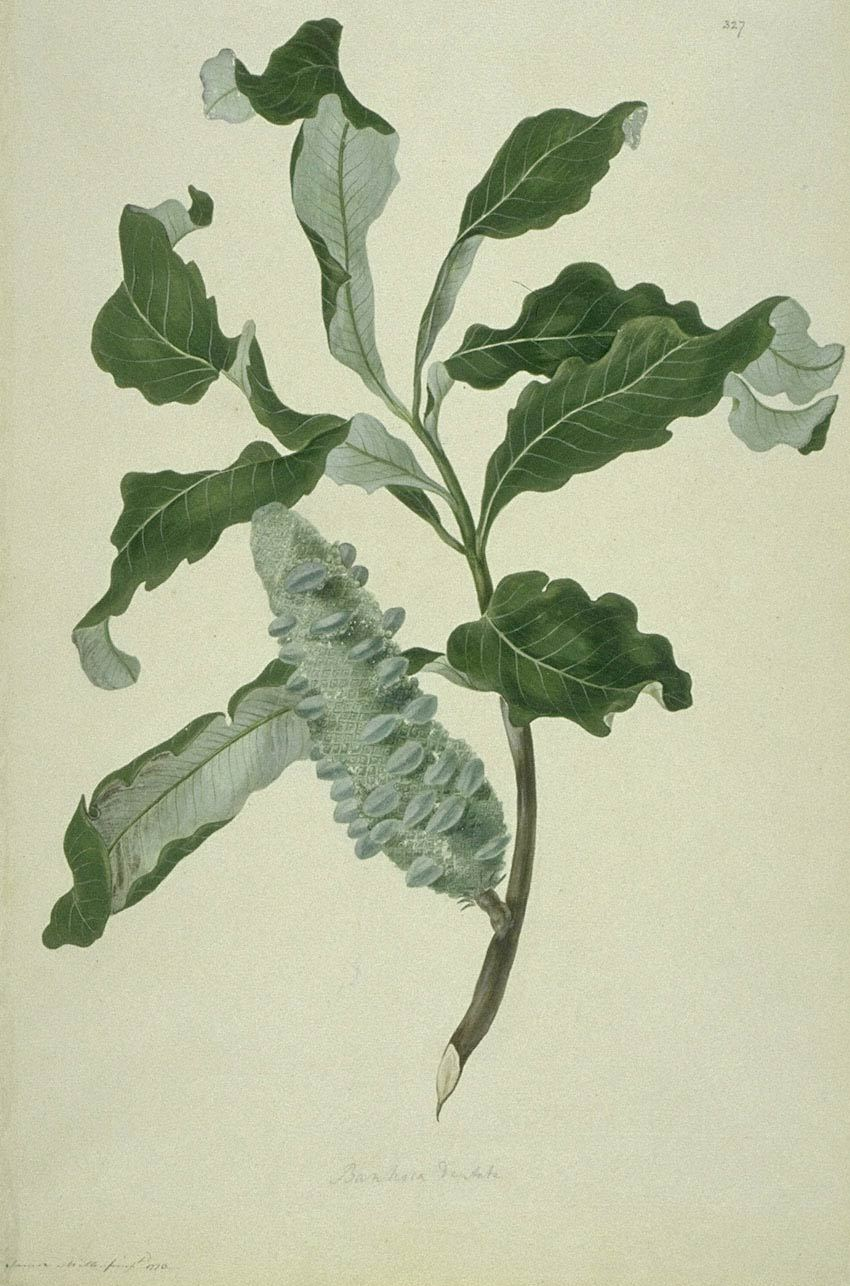
Banksia dentata
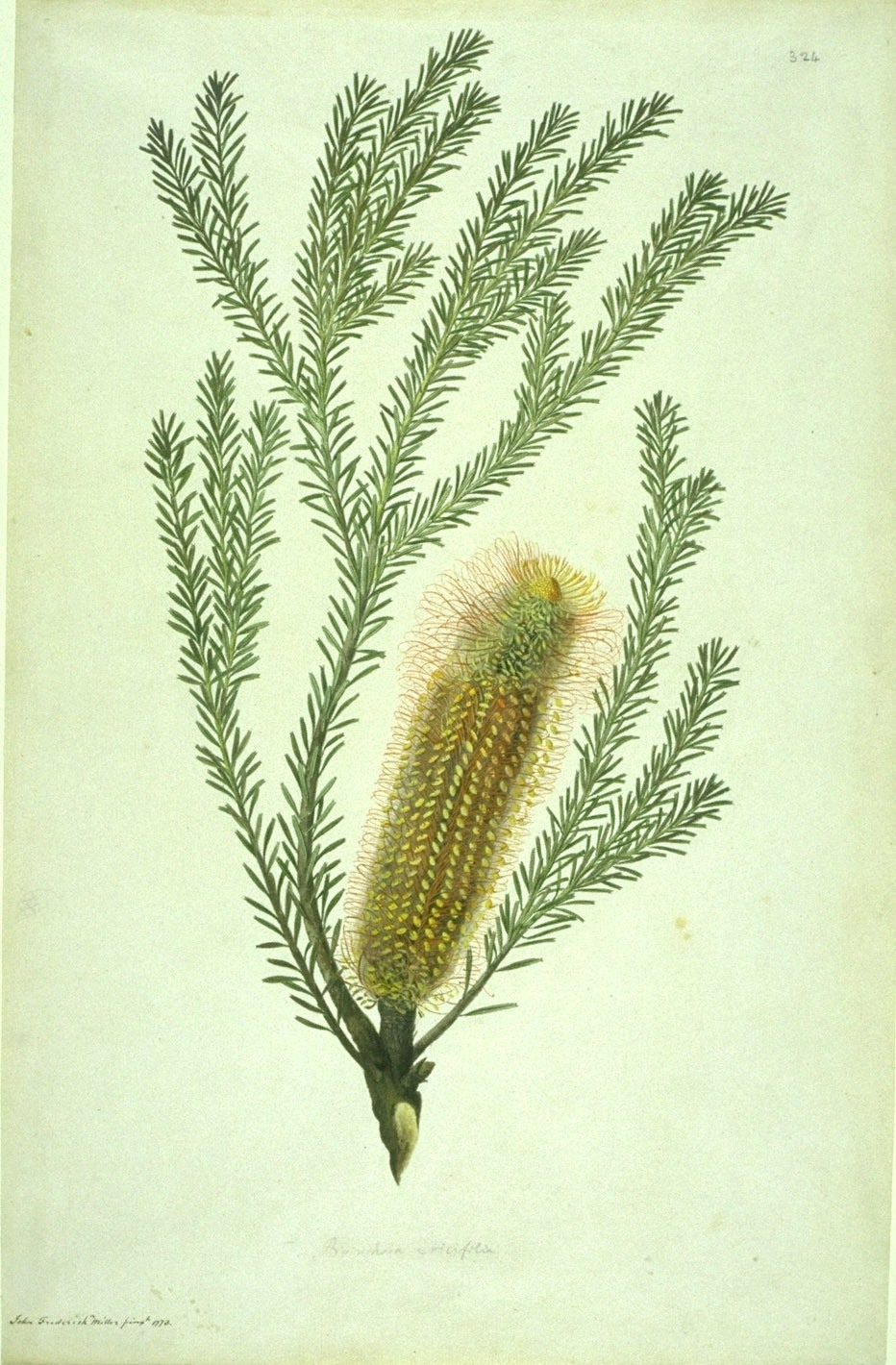
Banksia ericifolia
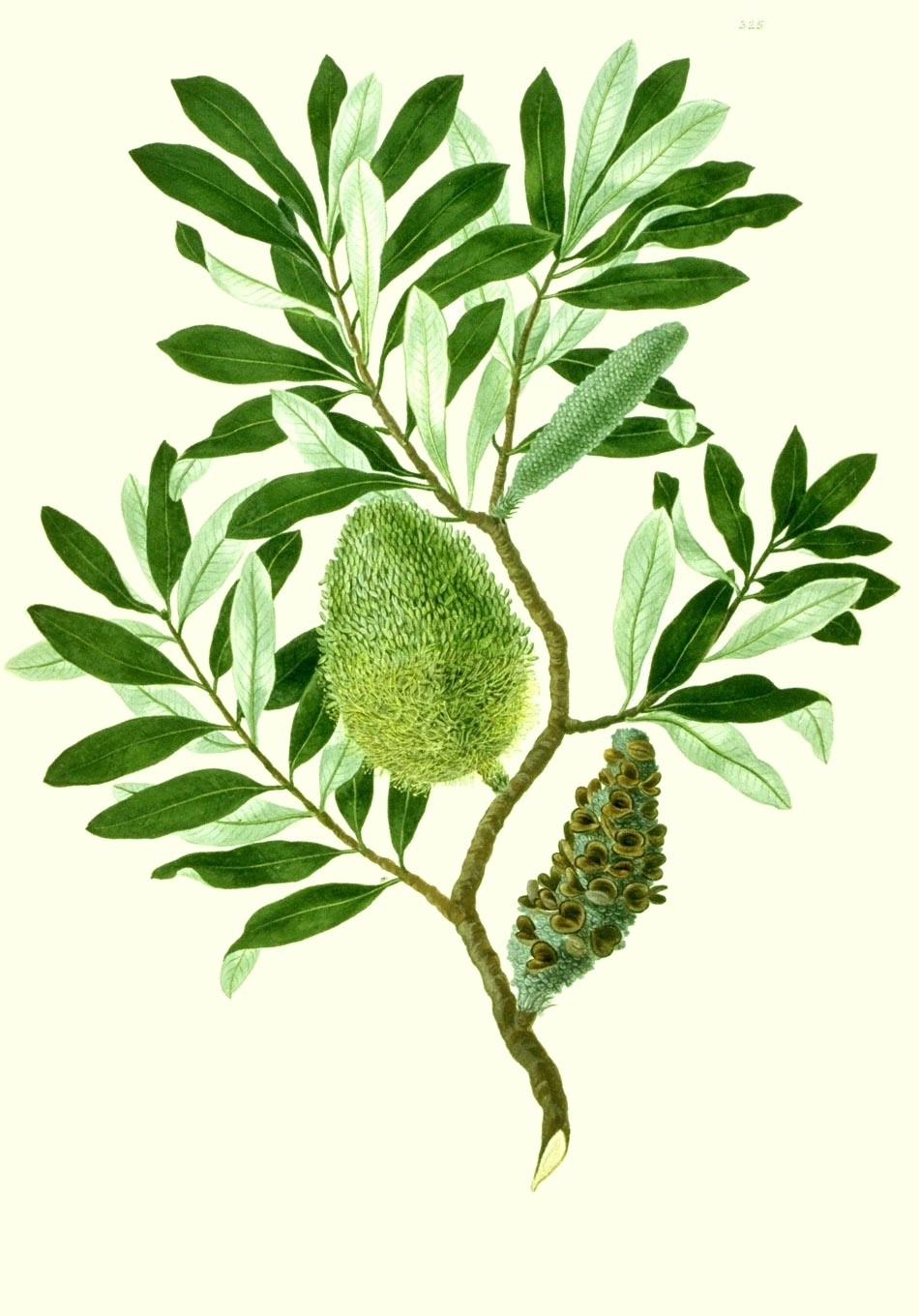
Banksia integrifolia
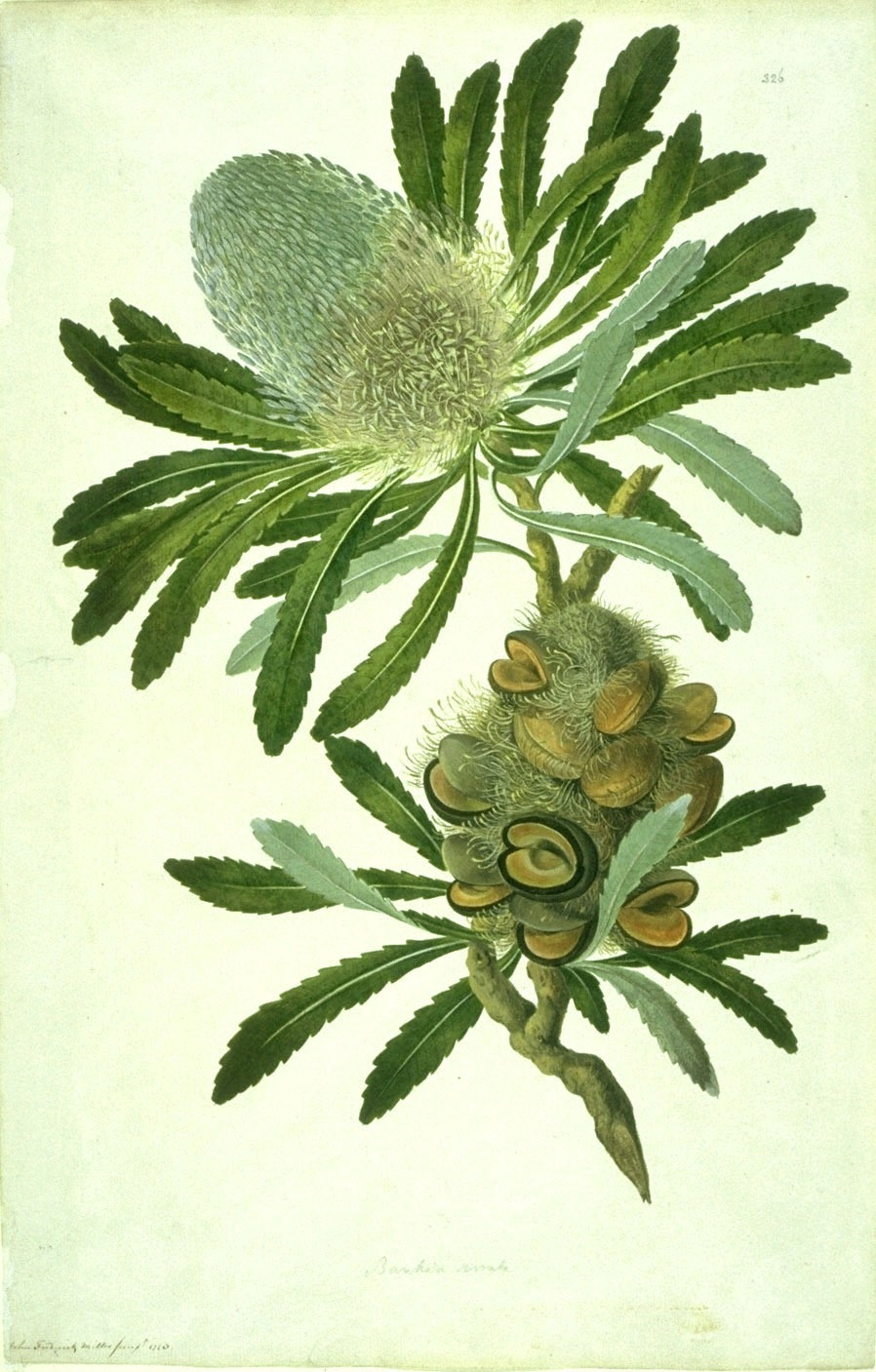
Banksia serrata